# Тиранець лісовий
Тира́нець лісовий (Myiopagis gaimardii) — вид горобцеподібних птахів родини тиранових (Tyrannidae). Мешкає в Панамі і Південній Америці. Вид названий на честь французького натураліста Жозефа-Поля Гемара.

## Опис
Довжина птаха становить 12,7 см. вага 12,2 г. Тім'я чорнувате, на тімені малопомітна, світла, біла або жовтувата смуга. Верхня частина тіла оливково-зелена, крила коричневі з жовтими краями і двома жовтими смужками. Горло білувате, гнізди зеленувато-жовті, живіт жовтий. Виду не притаманний статевий диморфізм.

## Підвиди
Виділяють п'ять підвидів:
- M. g. macilvainii (Lawrence, 1871) — східна Панама і північна Колумбія;
- M. g. bogotensis (Berlepsch, 1907) — північно-східна Колумбія і північна Венесуела;
- M. g. trinitatis (Hartert, E & Goodson, 1917) — острів Тринідад;
- M. g. guianensis (Berlepsch, 1907) — східна Колумбія. південна Венесуела, Гвіана, північний схід Перу і бразильська Амазонія;
- M. g. gaimardii (d'Orbigny, 1840) — схід Еквадору і Перу, центральна і південно-східна Бразилія, північна Болівія.

## Поширення і екологія
Лісові тиранці мешкають в Панамі, Колумбії, Венесуелі, Гаяні, Суринамі, Французькій Гвіані, Бразилії, Еквадорі, Перу і Болівії, а також на Тринідаді і Тобаго. Вони живуть в кронах вологих рівнинних тропічних лісів. на узліссях, в заростях на берегах річок і озер. Зустрічаються поодинці або парами, на висоті до 1500 м над рівнем моря, переважно на висоті до 1000 м над рівнем моря. Часто приєднуються до змішаних зграй птахів. Живляться комахами та іншими безхребетними, яких шукають серед листя, а також дрібними плодами. Гніздо невелике. чашоподібне, робиться з корінців, кори і трави, розміщується на дереві. В кладці 2 кремових яйця, поцяткованих червонуватими і світло-пурпуровими плямками.